# Puerto Ceiba (Carrizal)
Puerto Ceiba (Carrizal) es un ejido del municipio de Paraíso ubicado en la subregión de la Chontalpa del estado mexicano de Tabasco.

## Geografía
La localidad se ubica a 2.6 kilómetros (en dirección este) de la ciudad de Paraíso, la cabecera y lugar más poblado del municipio. Se sitúa en las coordenadas geográficas 18°24′18″N 93°11′23″O / 18.405000, -93.189722, a una elevación de 7 metros sobre el nivel del mar.

## Demografía
Según el Conteo de Población y Vivienda 2020, efectuado por el Instituto Nacional de Estadística y Geografía, la localidad de Puerto Ceiba (Carrizal) tiene 2,746 habitantes, de los cuales 1,342 son del sexo masculino y 1,404 del sexo femenino. Su tasa de fecundidad es de 2.04 hijos por mujer y tiene 691 viviendas particulares habitadas.
| Gráfica de evolución demográfica de Puerto Ceiba (Carrizal) entre 1960 y 2020 |
|                                                                               |
| INEGI.                                                                        |